# ハート郡 (ケンタッキー州)
ハート郡（英: Hart County）は、アメリカ合衆国ケンタッキー州の中央部に位置する郡である。2010年国勢調査での人口は18,119人であり、2000年の17,445人から4.3%増加した。郡庁所在地はマンフォードビル市（人口1,615人）であり、同郡で人口最大の都市はホースケイブ市（人口2,311人）である。ハート郡は1819年に設立され、郡名は米英戦争でケンタッキー州民兵隊の士官となり、フレンチタウンの戦いで負傷した後に、レーズン川の虐殺で殺されたナサニエル・G・S・ハートに因んで名付けられた。南北戦争の1862年、郡内でマンフォードビルの戦いが起こり、南軍が勝利した。ハート郡は、郡内のどこにおいてもアルコール飲料の販売が禁止されている「ドライ郡」（禁酒郡）である。

## 地理
アメリカ合衆国国勢調査局に拠れば、郡域全面積は417.91平方マイル (1,082.4 km2)であり、このうち陸地415.93平方マイル (1,077.3 km2)、水域は1.98平方マイル (5.1 km2)で水域率は0.47%である。

### 隣接する郡
- ハーディン郡 - 北
- ラルー郡 - 北東
- グリーン郡 - 東
- メトカーフ郡 - 南東
- バーレン郡 - 南
- エドモンソン郡 - 南西
- グレイソン郡 - 北西

### 国立保護地域
- マンモス・ケーブ国立公園（部分）

## 人口動態
以下は2000年国勢調査による人口統計データである。
| 基礎データ - 人口: 17,445人 - 世帯数: 6,769 世帯 - 家族数: 4,812 家族 - 人口密度: 16人/km2（42人/mi2） - 住居数: 8,045軒 - 住居密度: 7軒/km2（19軒/mi2） 人種別人口構成 - 白人: 92.58% - アフリカン・アメリカン: 6.20% - ネイティブ・アメリカン: 0.22% - アジア人: 0.11% - 太平洋諸島系: 0.03% - その他の人種: 0.18% - 混血: 0.69% - ヒスパニック・ラテン系: 0.86% 年齢別人口構成 - 18歳未満: 25.7% - 18-24歳: 8.6% - 25-44歳: 28.2% - 45-64歳: 23.5% - 65歳以上: 13.9% - 年齢の中央値: 37歳 - 性比（女性100人あたり男性の人口） - 総人口: 96.9 - 18歳以上: 93.2 | 世帯と家族（対世帯数） - 18歳未満の子供がいる: 32.6% - 結婚・同居している夫婦: 56.8% - 未婚・離婚・死別女性が世帯主: 10.4% - 非家族世帯: 28.9% - 単身世帯: 25.3% - 65歳以上の老人1人暮らし: 12.0% - 平均構成人数 - 世帯: 2.54人 - 家族: 3.05人 収入と家計 - 収入の中央値 - 世帯: 25,378米ドル - 家族: 31,746米ドル - 性別 - 男性: 26,994米ドル - 女性: 19,418米ドル - 人口1人あたり収入: 13,495米ドル - 貧困線以下 - 対人口: 22.4% - 対家族数: 18.6% - 18歳未満: 28.4% - 65歳以上: 22.0% |

## 都市と町
| - ホースケイブ - マンフォードビル - 郡庁所在地 - ボニービル - ハーディビル - ローレッツ - ユーノ | - キャンマー - モンロー - カブラン - プライスビル - レグランド |

## マンモス・ケーブ国立公園
マンモス・ケーブ国立公園の一部と、その名前のもとになった洞窟がハート郡西部にある。